# Моргано
Моргано (итал. Morgano) — коммуна в Италии, располагается в провинции Тревизо области Венеция.
Население составляет 3754 человека, плотность населения составляет 341 чел./км². Занимает площадь 11 км². Почтовый индекс — 31050. Телефонный код — 0422.
Покровителем коммуны почитается святитель Мартин Турский, празднование 11 ноября.